# 別奇

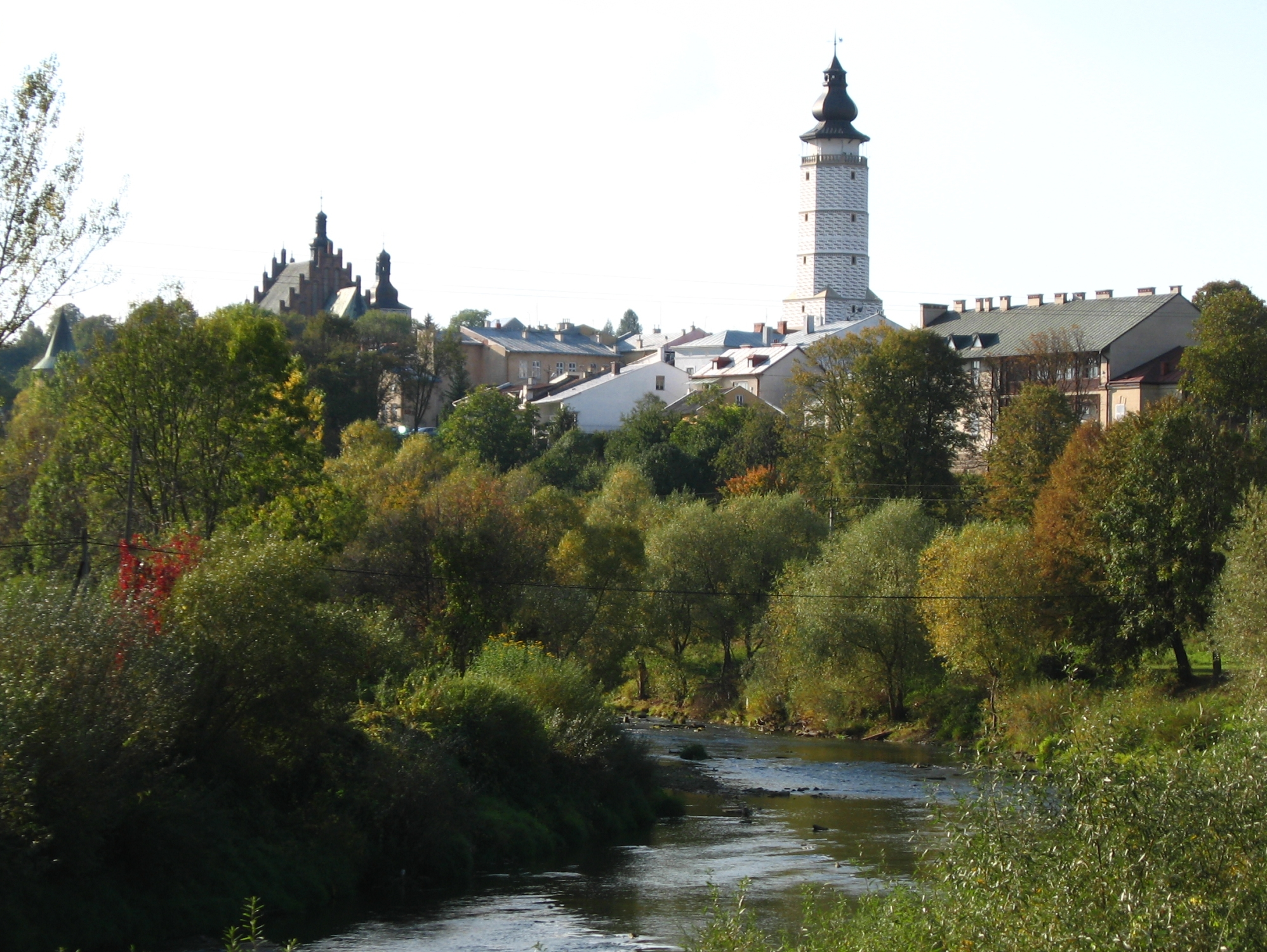

別奇是波蘭的城鎮，位於該國東南部喀爾巴阡山脈，距離與斯洛伐克接壤的邊境約35公里，由小波蘭省負責管轄，始建於10世紀，面積17.8平方公里，海拔高度281米，2006年人口4,585。

## 外部連結
- Ptolemy's Geography — Book III, Chapter 5 - LacusCurtius
- Jewish Community in Biecz（页面存档备份，存于） on Virtual Shtetl

49°44′N 21°16′E / 49.733°N 21.267°E